# Уотога (округ)
Округ Уотога (англ. Watauga County) располагается в штате Северная Каролина, США. Официально образован в 1849 году. По состоянию на 2010 год, численность населения составляла 51 079 человек.

## География
По данным Бюро переписи США, общая площадь округа равняется 810,671 км2, из которых 810,671 км2 суша и 2,331 км2 или 0,300 % это водоемы. В окружном центре Бун средняя температура июля составляет 19,8 °С со средним максимумом 24,7 °С, средняя температура января — −1,4 °С со средним минимумом −6,9 °С.

## Население
По данным переписи населения 2000 года в округе проживает 42 695 жителей в составе 16 540 домашних хозяйств и 9 411 семей. Плотность населения составляет 53,00 человека на км2. На территории округа насчитывается 23 155 жилых строений, при плотности застройки около 29,00-ти строений на км2. Расовый состав населения: белые — 96,45 %, афроамериканцы — 1,59 %, коренные американцы (индейцы) — 0,25 %, азиаты — 0,59 %, гавайцы — 0,04 %, представители других рас — 0,45 %, представители двух или более рас — 0,62 %. Испаноязычные составляли 1,46 % населения независимо от расы.
В составе 23,20 % из общего числа домашних хозяйств проживают дети в возрасте до 18 лет, 47,40 % домашних хозяйств представляют собой супружеские пары проживающие вместе, 6,80 % домашних хозяйств представляют собой одиноких женщин без супруга, 43,10 % домашних хозяйств не имеют отношения к семьям, 28,60 % домашних хозяйств состоят из одного человека, 8,00 % домашних хозяйств состоят из престарелых (65 лет и старше), проживающих в одиночестве. Средний размер домашнего хозяйства составляет 2,26 человека, и средний размер семьи 2,80 человека.
Возрастной состав округа: 16,30 % моложе 18 лет, 27,80 % от 18 до 24, 23,40 % от 25 до 44, 21,50 % от 45 до 64 и 11,00 % от 65 и старше. Средний возраст жителя округа 30 лет. На каждые 100 женщин приходится 99,30 мужчин. На каждые 100 женщин старше 18 лет приходится 98,20 мужчин.
Средний доход на домохозяйство в округе составлял 32 611 USD, на семью — 45 508 USD. Среднестатистический заработок мужчины был 29 135 USD против 22 006 USD для женщины. Доход на душу населения составлял 17 258 USD. Около 7,20 % семей и 17,90 % общего населения находились ниже черты бедности, в том числе — 11,50 % молодежи (тех, кому ещё не исполнилось 18 лет) и 10,60 % тех, кому было уже больше 65 лет.